# Горгониев, Юрий Александрович
Юрий Александрович Горгониев (1932—1972) — советский востоковед, доктор филологических наук, специалист по китайскому и кхмерскому языкам, автор первого кхмерско-русского словаря и первый преподаватель кхмерского языка в МГУ им. М. В.Ломоносова. Выпускник китайского отделения Московского института востоковедения. Окончил аспирантуру при кафедре китайского языка МГИМО. После научной командировки в Китай начал изучение кхмерского языка. С 1961 по 1962 год находился в командировке в Камбодже. В 1963 году защитил кандидатскую диссертацию на тему «Категория глагола в кхмерском языке». Опубликовал первую на русском языке систематическую грамматику кхмерского языка.  
Похоронен в Москве на Востряковском кладбище вместе с дочерью.

## Основные работы
- Сочетаемость элементов слога в кхмерском языке // Языки Юго-Восточной Азии: Вопросы морфологии, фонетики и фонологии / Отв. ред. Н.В. Солнцева; Ин-т востоковедения АН СССР. М.: Наука. Гл. ред. вост. лит., 1970. С. 175-191.
- Грамматика кхмерского языка. 1966
- Похождения хитроумного Алеу и другие сказки Камбоджи. 1967.
- Кхмерско-русский словарь. Около 20 000 слов. С приложением краткого грамматического очерка кхмерского языка. / Под ред. Тхать Суонга. М.: Русский язык, 1975. 952 с.